# Á̦
Cette page contient des caractères spéciaux ou non latins. S’ils s’affichent mal (▯, ?, etc.), consultez la page d’aide Unicode.
Á̦ (minuscule : á̦), appelé A accent aigu virgule souscrite, est un graphème utilisé dans l’écriture du ǀxam. Il s’agit de la lettre A diacritée d’un accent aigu et d’une virgule souscrite.

## Utilisation

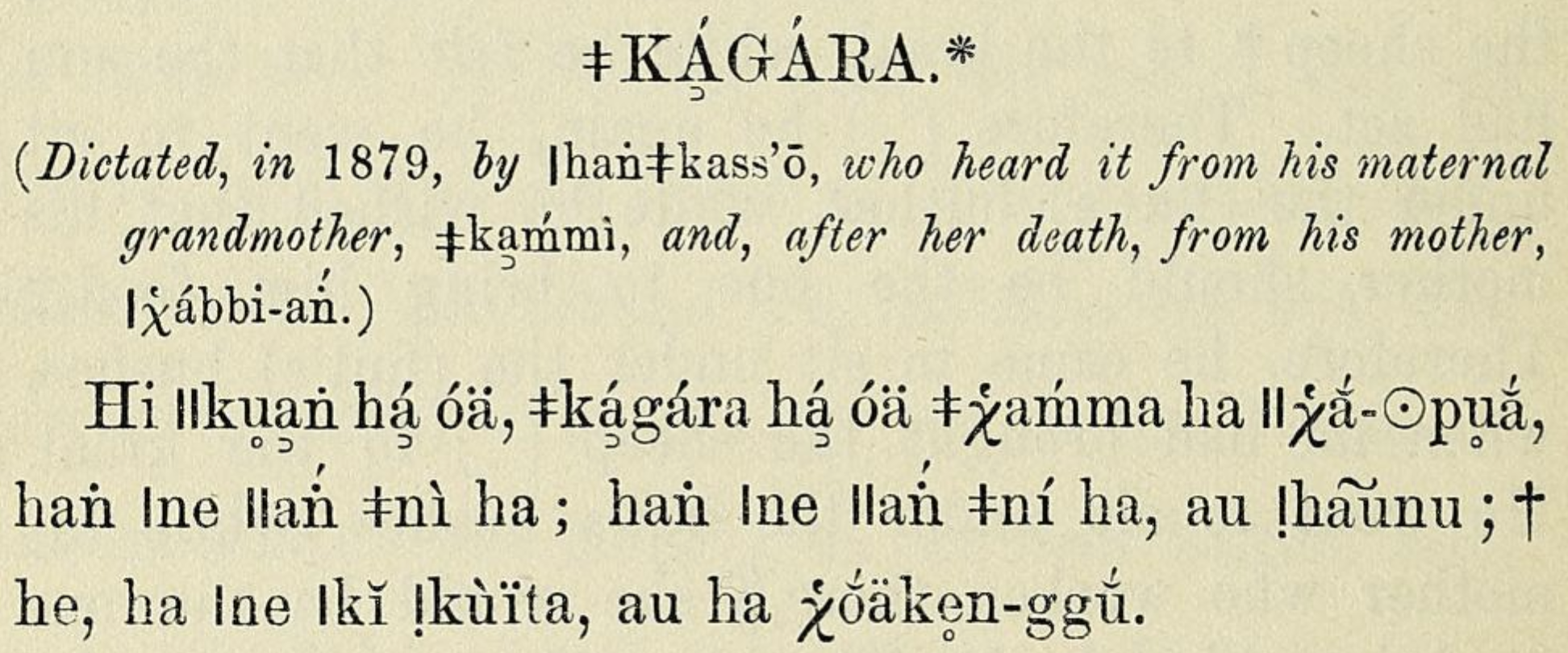
« ǂKá̦gára » en ǀxam dans Bleek et Lloyd, Specimens of Bushman folklore, 1911.

Le A accent aigu virgule souscrite a été utilisé en ǀxam, notamment dans le nom de ǂKá̦gára (en), le personnage de la mythologie associé au tonnerre, réutilisé dans le nom de l'objet transneptunien (469705) ǂKá̦gára. Il représente une voyelle ouverte antérieure non arrondie pharyngalisée avec un ton haut [áˤ] dans l’orthographe utilisée par Wilhelm Bleek et Lucy Lloyd, et Carl Meinhof, basée sur l’alphabet standard de Karl Richard Lepsius.

## Représentations informatiques
Le A accent aigu virgule souscrite peut être représenté avec les caractères Unicode suivants :
- décomposé et normalisé NFC (latin supplément-1, diacritiques) :

| formes    | représentations | chaînes de caractères | points de code | descriptions                                                        |
| --------- | --------------- | --------------------- | -------------- | ------------------------------------------------------------------- |
| capitale  | Á̦               | Á◌̦                    | U+00C1 U+0326  | lettre majuscule latine a accent aigu diacritique virgule souscrite |
| minuscule | á̦               | á◌̦                    | U+00E1 U+0326  | lettre minuscule latine a accent aigu diacritique virgule souscrite |

- décomposé et normalisé NFD (latin de base, diacritiques) :

| formes    | représentations | chaînes de caractères | points de code       | descriptions                                                                    |
| --------- | --------------- | --------------------- | -------------------- | ------------------------------------------------------------------------------- |
| capitale  | Á̦               | A◌̦◌́                   | U+0041 U+0326 U+0301 | lettre majuscule latine a diacritique virgule souscrite diacritique accent aigu |
| minuscule | á̦               | a◌̦◌́                   | U+0061 U+0326 U+0301 | lettre minuscule latine a diacritique virgule souscrite diacritique accent aigu |